# Thêta latin
Ne doit pas être confondu avec Thêta.
Cette page contient des caractères spéciaux ou non latins. S’ils s’affichent mal (▯, ?, etc.), consultez la page d’aide Unicode.
Le thêta latin, ou plus simplement thêta, est une lettre additionnelle de l’alphabet latin. Il tient sa forme de la lettre minuscule thêta grecque ‹ θ ›. Il est utilisé en Amérique du Nord dans l’écriture de l’atsina, du comox, de halkomelem, du kickapou, du lekwungen, du thompson, du tuscarora, parfois du walapai, et du yavapai ; en Europe dans l’écriture de l’arabe chypriote maronite, dans l’alphabet romani standard utilisé pour l’écriture du romani ; en Asie dans l’écriture du wakhi ; en Océanie dans l’écriture du lamalama.

## Utilisation
Pierre-Philippe Potier a utilisé le thêta dans son alphabet latin wendat-huron dans le manuscrit Elementa grammaticae huronicae de 1744.
Isaac Pitman a utilisé différentes formes de lettres dont celle d’un thêta pour la lettre notant la consonne fricative dentale sourde de l’anglais dans l’Alphabet phonotypique, 
| 1845 | 1847 | 1852 (janv.) | 1852 (juil.) | 1853 (janv.) | 1853 (juin) | 1865 | 1868 |
| ---- | ---- | ------------ | ------------ | ------------ | ----------- | ---- | ---- |
| Γ    | Ꞁ    | Θ            | ϴ θ          | θ            |             |      |      |

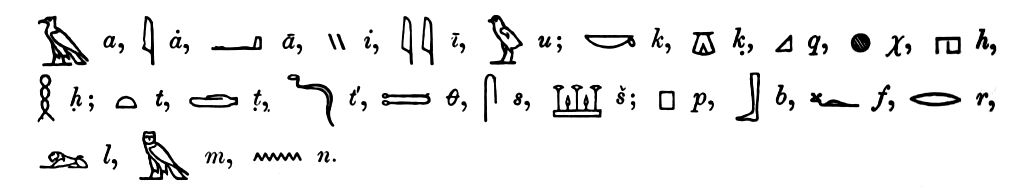
Le thêta de Lepsius est utilisé en égyptologie dans la transcription de l’égyptien ancien (Zeitschrift für Ägyptische Sprache und Altertumskunde, volume 13, 1875, page 2) avant d’être remplacé par ṯ.

Le thêta latin a été utilisé dans l’alphabet de Lepsius publié en 1855, notamment dans la transcription d’égyptologiste avant d’être remplacé par T macron souscrit ‹ Ṯ, ṯ ›.
L’Alphabet phonétique international utilise un symbole thêta, officiellement représenté par le caractère de la lettre grecque ‹ θ › mais, en théorie, avec une forme latine (comme les autres symboles empruntés à l’alphabet grec : ꞵ, ɣ, ɛ, ɸ, ꭓ).
Le thêta est utilisé comme lettre latine dans l’Alphabet romani standard développé par Marcel Courthiade dans les années 1980 et 1990 et adopté par l’Union romani internationale.
Le thêta est utilisé dans plusieurs alphabets phonétiques américanistes.
En 1932, John Peabody Harrington utilise le thêta dans l’écriture du karuk. Le thêta représente une consonne fricative dentale sourde /θ/ en atsina, en comox. En kickapoo, le thêta représente une consonne fricative dentale sourde /θ/ mais peut parfois être voisée /ð/.

## Codage et représentation informatique
Bien qu’il ait été proposé plusieurs fois à l’encodage, le thêta latin en tant que tel n’a pas encore été codé en informatique et n’est donc pas standardisé. En attendant, il peut être disponible dans certaines fontes utilisant un jeu de caractères non standard, ou être accessible via des caractères à usage privé comme le prévoit le standard Unicode. Mais dans la plupart des fontes, les caractères pour la lettre majuscule grecque thêta U+0398 ‹ Θ › ou le symbole grec thêta majuscule U+03F4 ‹ ϴ › et pour la lettre minuscule grecque thêta U+03B8 ‹ θ › peuvent avoir des formes utilisables. Dans certaines polices d’écriture, les caractères grecs ont des formes adéquates uniquement avec les fonctionnalités OpenType permettant de choisir les glyphes des caractères, par exemple avec un jeu stylistique comme dans la police d’écriture Brill,.
La norme AFNOR NF Z71-300 indique notamment :

« La lettre latine θ (théta latin) utilisée dans certaines langues n’est pas prise en charge dans le présent document en tant qu’elle n’est pas présente dans la Norme internationale ISO/IEC 10646. L’utilisateur peut utiliser à la place la lettre grecque correspondante. »